# Scoliophthalmus
Scoliophthalmus là một chi ruồi trong họ Chloropidae.

## Các loài
- Scoliophthalmus albipilus
- Scoliophthalmus angustifrons
- Scoliophthalmus centralis
- Scoliophthalmus civeleki
- Scoliophthalmus consimilis
- Scoliophthalmus darjeelingensis
- Scoliophthalmus femoralis
- Scoliophthalmus femoratus
- Scoliophthalmus formosanus
- Scoliophthalmus gyratus
- Scoliophthalmus indicus
- Scoliophthalmus japonensis
- Scoliophthalmus memorialis
- Scoliophthalmus micans
- Scoliophthalmus micantipennis
- Scoliophthalmus numeralis
- Scoliophthalmus pallidinervis
- Scoliophthalmus prominens
- Scoliophthalmus trapezoides